# غينيا (إقليم)

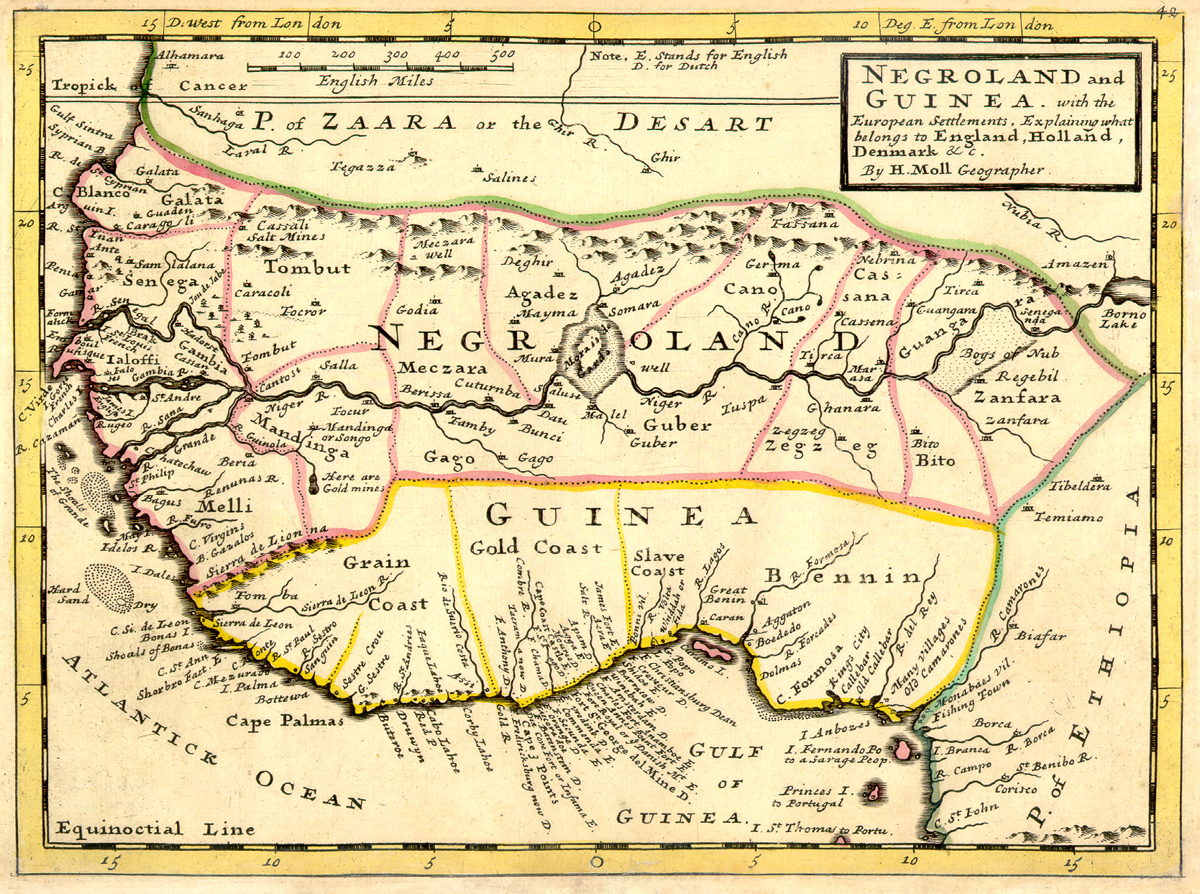

غينيا التقليدية أو غِنَاوَة هي اسم لمنطقة أفريقيا التي تقع على امتداد خليج غينيا. وهي تمتد شمالا عبر الغابات الاستواءيه والمناطق وينتهي في منطقة الساحل.
ومن الناحية التاريخية، هذه المنطقة هي واحدة من أول أجزاء من أفريقيا جنوب الصحراء الكبرى على التجارة مع الأوروبيين. على نطاق واسع في تجارة العاج والذهب والرقيق وجعل المنطقة الغنية، مع عدد من الممالك الناميه مركزي في الثامن عشر والتاسع عشر. وكانت هذه اقل بكثير من العدد الكبير للدول الساحل مفتوح على مصراعيه، لكنها كانت أعلى من ذلك بكثير وكانت الكثافة السكانيه الأكثر مركزية وتقدما من الناحية التكنولوجيه. هذه الممالك يعني ان المنطقة أظهرت مقاومه لمزيد من عمليات التوغل الأوروبي من مناطق أخرى من أفريقيا. ولهذا السبب، بالإضافة إلى مرض بيئة معاديه للأوروبيين، فإن الكثير من غينيا لم تقدم إلى الأقاليم المستعمره الأوروبية حتى نهاية القرن التاسع عشر.
اسم يأتي من البربريه مصطلح "aginaw" عبر البرتغاليه؛ انها تعني اصلا «اسود» (أو، في السياق، «أرض السود».)
غينيا غالبا ما تنقسم إلى «انخفاض غينيا»، واحدة من أكثر المناطق المكتظه بالسكان في أفريقيا، التي تشمل جنوب نيجيريا، بنين، وتوغو، وتمتد إلى غانا، و«غينيا العليا»، التي هي أقل بكثير ذات الكثافة السكانيه العالية وتمتد من كوت د ديفوار وغينيا بيساو. داخل جمهورية غينيا، غينيا الأدنى والأعلى تشير إلى السهل الساحلي والداخلية في ذلك البلد، على التوالي.
أوروبا التجار في المنطقة تقسيم المنطقة على أساس صادراتها الرئيسية. الجزء الشرقي من جانب بنين ونيجيريا سميت الرقيق والساحل. لا يوجد الآن ما كانت تسمى غانا ساحل الذهب، وهو اسم في وقت لاحق نظرا إلى مستعمرة بريطانيه في المنطقة. وكان هذا من غرب ساحل العاج، لا يزال باسم الأمة في تلك المنطقة. أبعد الغرب، والمنطقة المحيطة الحديثة ليبريا وسيراليون وكان يشار إليها إما الفلفل الساحل الساحل أو الحبوب.